# Once Upon a Long Ago
Once Upon a Long Ago è una canzone di Paul McCartney, pubblicata come suo quarantesimo singolo nel novembre del 1987, estratto dalla compilation All the Best!. La canzone è stata prodotta da Phil Ramone e mixata da George Martin; Nigel Kennedy vi suona il violino.
Il singolo arrivò al numero 10 della classifica britannica, l'ultimo di McCartney a raggiungere la Top 10. Non venne pubblicato negli Stati Uniti, nemmeno nella versione americana dell'album, dov'è tuttora inedita su disco.
In Italia la canzone venne presentata da McCartney al Festival di Sanremo 1988, insieme a Listen to What the Man Said, altra canzone inclusa in All the Best!. Il singolo ebbe successo e arrivò fino alla posizione numero 2.

## Registrazione
La canzone venne registrata nel marzo 1987 allo Hog Hill Studio di McCartney nel Sussex, con diverse sovraincisioni di orchestra, sax e violino effettuate in luglio nello Studio Uno di Abbey Road a Londra: come racconta Luca Perasi nel suo libro Paul McCartney: Recording Sessions (1969-2013) fu Stan Sulzmann a suonare il sax, rivelando che McCartney volle mantenere l'assolo "fedele alla melodia del brano".

## Tracce

### 45 giri
- Lato A:

1. Once Upon a Long Ago

- Lato B:

1. Back on My Feet

### Singolo 12" (versione 1)
- Lato A:

1. Once Upon a Long Ago (long version)
2. Back on My Feet

- Lato B

1. Midnight Special
2. Don't Get Around Much Anymore

### Singolo 12" (versione 2)
- Lato A:

1. Once Upon a Long Ago (extended version)
2. Back on My Feet

- Lato B

1. Lawdy Miss Clawdy
2. Kansas City

### CD singolo
1. Once Upon a Long Ago
2. Back on My Feet
3. Don't Get Around Much Anymore
4. Kansas City